# Aída Román
Aída Nabila Román Arroyo (Ciudad de México, 21 de mayo de 1988) es una deportista mexicana que compitió en tiro con arco, en la modalidad de arco recurvo.
Participó en cuatro Juegos Olímpicos de Verano entre los años 2008 y 2020, obteniendo una medalla de plata en Londres 2012 en la prueba individual. En los Juegos Panamericanos consiguió seis medallas entre los años 2007 y 2023.
Ganó cuatro medallas en el Campeonato Mundial de Tiro con Arco al Aire Libre entre los años 2011 y 2023, y dos medallas en el Campeonato Mundial de Tiro con Arco en Sala, en los años 2014 y 2018.

## Palmarés internacional
| Juegos Olímpicos                 | Juegos Olímpicos          | Juegos Olímpicos  | Juegos Olímpicos |
| Año                              | Lugar                     | Medalla           | Prueba           |
| -------------------------------- | ------------------------- | ----------------- | ---------------- |
| 2012                             | Londres (Reino Unido)     | Medalla de plata  | Individual       |
| Campeonato Mundial al Aire Libre |                           |                   |                  |
| Año                              | Lugar                     | Medalla           | Prueba           |
| 2011                             | Turín (Italia)            | Medalla de plata  | Equipo mixto     |
| 2017                             | Ciudad de México (México) | Medalla de plata  | Equipo           |
| 2021                             | Yankton (Estados Unidos)  | Medalla de plata  | Equipo           |
| 2023                             | Berlín (Alemania)         | Medalla de bronce | Equipo           |
| Campeonato Mundial en Sala       |                           |                   |                  |
| Año                              | Lugar                     | Medalla           | Prueba           |
| 2014                             | Nimes (Francia)           | Medalla de oro    | Individual       |
| 2018                             | Yankton (Estados Unidos)  | Medalla de plata  | Individual       |
| Juegos Panamericanos             |                           |                   |                  |
| Año                              | Lugar                     | Medalla           | Prueba           |
| 2007                             | Río de Janeiro (Brasil)   | Medalla de plata  | Individual       |
| 2011                             | Guadalajara (México)      | Medalla de oro    | Equipo           |
| 2011                             | Guadalajara (México)      | Medalla de bronce | Individual       |
| 2015                             | Toronto (Canadá)          | Medalla de plata  | Equipo           |
| 2019                             | Lima (Perú)               | Medalla de plata  | Equipo           |
| 2023                             | Santiago (Chile)          | Medalla de plata  | Equipo           |